# Alectra basserei
Alectra basserei là loài thực vật có hoa thuộc họ Cỏ chổi. Loài này được Berhaut mô tả khoa học đầu tiên năm 1967.